# دانشگاه خلیفه
دانشگاه خلیفه (همچنین به عنوان دانشگاه علمی، فناوری و تحقیقات خلیفه مشهور است) دانشگاهی با محوریت علمی است که در ابوظبی امارات متحده عربی واقع شده و دارای یک پردیس ماهواره ای در شارجه است. دانشگاه خلیفه در سال ۲۰۰۷ در تلاش برای حمایت از اقتصاد دانش بنیان که به آینده پس از نفت امارات کمک خواهد کرد، تأسیس شد.در حال حاضر، این دانشگاه با مؤسسه Petroleum و مؤسسه علوم و فناوری Masdar در حال ادغام است.

## رنکینگ
در رتبه‌بندی دانشگاه‌های جهان QS در سال ۲۰۲۰ دانشگاه خلیفه در رده ۲۶۸ دنیا و اول امارات قرار گرفته‌است.همچنین در رتبه‌بندی مؤسسه تایمز در سال ۲۰۲۰ این دانشگاه رتبه ۴۰۰–۳۵۱ در بین دانشگاه‌های جهان از آن خود کرده‌است.

## دانشکده‌ها
دانشکده‌های دانشگاه خلیفه عبارتند از:
- دانشکده هنر و علوم
- دانشکده مهندسی
- دانشکده پزشکی و علوم بهداشت